# Ja ke nge
Ja ke nge är en singel av den albanska sångerskan Aurela Gaçe. Musikvideon till låten släpptes på Youtube den 7 augusti 2012. Låten finns även med på Gaçes album från 2012, Paraprakisht. Låten skrevs av sångerskan och textförfattaren Rozana Radi och låtens musik komponerades av den framgångsrike kompositören Adrian Hila. Låten släpptes på Itunes den 1 augusti 2012.
Som singel blev den Gaçes tredje under år 2012, efter Tranzit och Boom Boom Boom.